# Arthur G. Trudeau

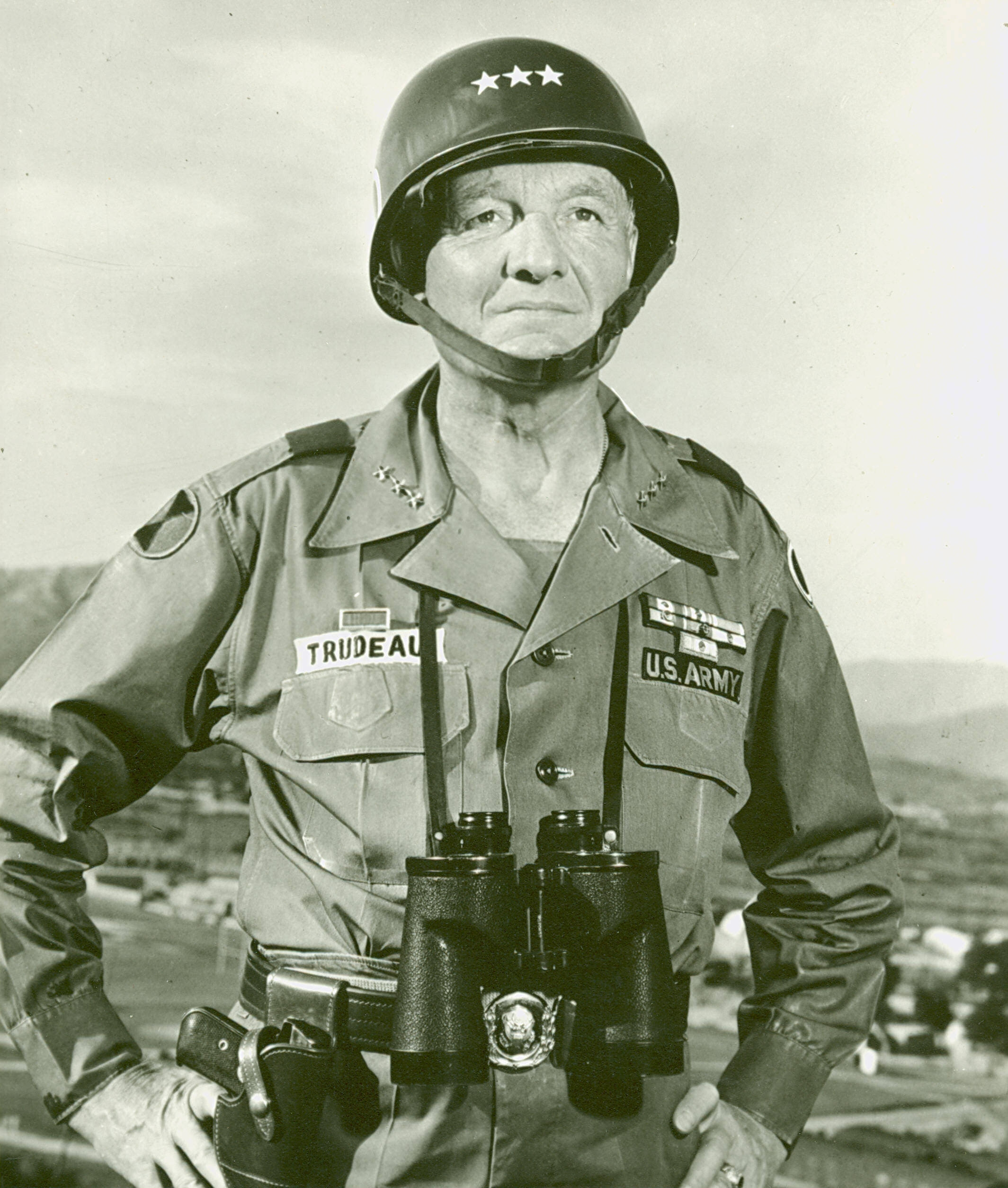
Arthur G. Trudeau

Arthur Gilbert Trudeau (* 5. Juli 1902 in Middlebury, Addison County, Vermont; † 5. Juni 1991 in Chevy Chase, Montgomery County, Maryland) war ein Generalleutnant der United States Army. Er kommandierte unter anderem das I. Korps.
Arthur Trudeau war der Sohn von Jerry C. Trudeau (1875–1953) und dessen Frau Mary Dumas (1878–1938). In den Jahren 1920 bis 1924 durchlief er die United States Military Academy in West Point. Nach seiner Graduation wurde er als Leutnant den Pionieren zugeteilt. In der Armee durchlief er anschließend alle Offiziersränge vom Leutnant bis zum Drei-Sterne-General.
In seinen jüngeren Jahren absolvierte er den für Offiziere in den niederen Rangstufen üblichen Dienst in verschiedenen Einheiten und Standorten. Als Pionier (Engineer) gehörte der Hochwasserschutz, der Ausbau und die militärische Verteidigung von Hafenanlagen, Flussregulierungen sowie der Bau von Schleusen und Stauwerken, Kanälen und Flugplätzen zu seinem Aufgabenbereich. Im weiteren Verlauf seiner Laufbahn kommandierte er Einheiten auf fast allen militärischen Ebenen. Zwischenzeitlich wurde er auch als Stabsoffizier eingesetzt. Zunächst war er in Fort Humphreys in Virginia, dem späteren Fort Belvoir stationiert. Dann wurde er nach Fort Lewis im Bundesstaat Washington versetzt, wo er eine Pionierkompanie kommandierte. Im Jahr 1928 folgte ein Studiengang an der University of California in Berkeley. In den folgenden Jahren war er an verschiedenen Standorten in den Vereinigten Staaten stationiert, dazu gehörte auch Hawaii. In den 1930er Jahren arbeitete er in seiner Funktion als Militäringenieur auch für die Works Progress Administration in New York City. Zwischenzeitlich hatte er die Aufsicht über den Bau bzw. Ausbau von Hafenanlagen und Flussregulierungen im Nordwesten der Vereinigten Staaten und in Alaska.
Zwischen dem 10. Juli 1941 und dem 11. Mai 1942 war Arthur Trudeau Dozent am Command and General Staff College in Fort Leavenworth in Kansas. In diese Zeit fiel am 7. Dezember 1941 der amerikanische Eintritt in den Zweiten Weltkrieg. Nach seiner Lehrtätigkeit in Fort Leavenworth wurde Trudeau Stabschef beim Engineer Amphibian Command. Dieses Amt bekleidete er von Mai 1942 bis April 1943. Von Dezember 1942 bis Februar 1943 war er gleichzeitig kommandierender General der 4th Engineer Special Brigade. Ab April 1943 bis Juni 1945 war er stellvertretender Leiter der Ausbildungseinrichtung Military Training, Army Service Forces. Anschließend war er für einen Monat bis Juli 1945 Direktor dieser Organisation. Dann übernahm er auf den Philippinen das Kommando über die geheime Base X. Dort wurde die Landung auf den japanischen Hauptinseln geplant, zu deren Durchführung es dann aber nicht mehr kam.
Im Januar 1946 wurde Trudeau einer der Richter im Kriegsverbrecherprozess gegen den japanischen Generalleutnant Homma Masaharu. Der Prozess endete mit einem Todesurteil gegen den Japaner wegen erwiesener Kriegsverbrechen. In den Jahren 1946 bis 1948 war Trudeau Mitglied in der Stabsabteilung für Personal (G1) im Hauptquartier der Armee. Zwischen März 1948 und April 1950 kommandierte er die 1. Brigade der United States Constabulary in Deutschland. Diese Organisation diente der Aufrechterhaltung der Ordnung in den von amerikanischen Truppen besetzten Teilen Deutschlands. Danach war er stellvertretender Leiter des United States Army War Colleges.
Zwischen März 1952 und März 1953 kommandierte Arthur Trudeau die 1. Kavalleriedivision und danach von März bis Oktober 1953 die 7. Infanteriedivision. Mit beiden Divisionen war er am Koreakrieg beteiligt. In den folgenden zwei Jahren gehörte Trudeau dem Stab des Armeenachrichtendienstes (G2) an. Dabei bereiste er mit Ausnahme von nur zwei Ländern alle Nationen, in denen die Vereinigten Staaten mit einer Botschaft vertreten waren. In dieser Position fiel er allerdings durch extrem-nationalistische Ansichten auf. Diese erschienen seinen Vorgesetzten aus diplomatischen Gründen nicht akzeptabel. Daher wurde Trudeau im August 1955 von diesem Posten entbunden. In der Folge wurde er, inzwischen im Rang eines Generalleutnants, nach Südkorea versetzt, wo er das Kommando über das I. Korps erhielt. In dieser Funktion löste er am 16. Oktober 1956 Robert Miller Montague ab. Dieses Kommando behielt er bis zum 3. Februar 1958, als er von Thomas Trapnell abgelöst wurde.
Nach seiner Rückkehr aus Südkorea wurde Arthur Trudeau Leiter der Forschungs- und Entwicklungsabteilung (Chief of Research & Depvelopment) im Heeresministerium. Diesen Posten hatte er bis zum 30. Juni 1962 inne. An diesem Tag ging er in den Ruhestand.
Nach seiner Pensionierung arbeitete Trudeau für einige Zeit in der Ölbranche. Er wurde Leiter der Firma Gulf Labs, einer Tochter der Gulf Oil Cooperation. Diesen Posten hatte er bis 1968 inne. Danach war er bis 1972 in beratender Funktion für die in der Luftfahrt tätige Firma Rockwell International mit Sitz in Pittsburgh in Pennsylvania tätig. Er starb am 5. Juni 1991 in Chevy Chase in Maryland und wurde auf dem amerikanischen Nationalfriedhof Arlington beigesetzt.

## Orden und Auszeichnungen
Arthur Trudeau erhielt im Lauf seiner militärischen Laufbahn unter anderem folgende Auszeichnungen:
- Army Distinguished Service Medal
- Silver Star
- Legion of Merit
- Bronze Star Medal
- Air Medal
- Army Commendation Medal